# イヴァン・イリイチ
イヴァン・イリイチ（英語: Ivan Illich、1926年9月4日 - 2002年12月2日）は、オーストリア、ウィーン生まれの哲学者、社会評論家、文明批評家である。現代産業社会批判で知られる。

## 人物・来歴

### 出生 - 青年期
1926年、父親はクロアチア貴族の末裔、母親はセファルディム系のユダヤ人という家庭に生まれた。外交官であった父親の任地や祖母のいるウィーンなどを幼い頃から転々とし、マルチリンガルな環境で育つ。第二次世界大戦中はユダヤ系であることを隠すために身分証を偽造しフィレンツェで化学を、ローマのグレゴリアン大学で哲学と神学を、戦後はザルツブルクで歴史を学び、カトリックの神父となった。
1950年頃に研究のために立ち寄ったニューヨークでプエルトリコ人のスラムに遭遇し、ニューヨーク司教に願い出てプエルトリコ人街の教会の神父として赴任（1951年）。当時、アメリカ最下層で暮らすマイノリティの人々のために奔走した。

### ラテンアメリカでの活動
1956年、アメリカでの活動が認められると、当時30歳のイリイチは、プエルトリコのカトリック大学の副学長に任じられる。しかし、南米での解放の神学などの運動に共感を抱き、リベラル・カトリックとしての活動を始めた。1950年代末には、プエルトリコでのキリスト教の党結成に反対したり、後にメキシコに移ると、1961年には当地のモレロス州クエルナバカに国際文化形成センター (CIF) を設立し、教皇の命令による宣教師派遣を食い止めようとする運動を展開するなど、バチカンに対して批判的な姿勢を見せるようになった。当時のイリイチは、カミロ・シエンフェゴス、エルデル・カマラと並ぶ三大ラディカル者と称されていた。
同センターの活動は順調に続き、1967年に、ラテンアメリカと産業制度を研究する場「国際文化情報センター」 (CIDOC) へと改組された。このセンターでは、日本からも山本哲士が参加するなど、世界的な知の交流が行なわれた。センターは1976年に閉鎖したが、その後も、メキシコ人スタッフが設立したクエルナバカ・ランゲージ・スクールでイリイチのセミナーは続けられた。

### 教会活動からの離脱
他方で、ローマ・カトリックに対して、その「独善的、官僚制的、排外主義的体質」を認め公然と「文化帝国主義」と批判していたイリイチに対して、ボストンのクッシング枢機卿とメキシコ司教会議はイリイチの追放活動を展開。これに対して、スペルマン枢機卿やクエルナバカの司教メンデス・アルセオはイリイチを擁護し、1960年代末にバチカンと大西洋をまたぐ大論争が展開されることになった。
このなかで、CIAによる報告も受けたバチカンはイリイチを呼び出し、地下奥深くで覆面の神の使いによる異端審問さながらの質問を浴びせるも、イリイチはこの質問状を公開したことから、バチカンの怒りは頂点に達した。第2バチカン公会議にも関与したイリイチであったが、こうして1969年に司祭の資格を放棄し、教会活動を去ることになった。
そしてイリイチは、この頃から脱学校論を提唱し、先進国による開発援助などを批判する思想家として広く知られるようになり、数多くのオルタナティブな思想を展開し、やがてペンシルベニア州立大学などで教鞭をとるなど幅広く活躍した。
『技術社会』で先駆的な技術文明批判を展開したフランスのプロテスタント思想家、ジャック・エリュール（1912年 - 1994年）との交流も、特筆に値する。エリュールの没後に開かれたあるシンポジウムで、イリイチはエリュールに対する賛辞を捧げている。

## 思想
思想家としてのイリイチは、学校、交通、医療といった社会的サービスの根幹に、道具的な権力、専門家権力を見て、過剰な効率性を追い求めるがあまり人間の自立、自律を喪失させる現代文明を批判。それらから離れて地に足を下ろした生き方を模索した。
脱学校化
学校教育においては、真に学びを取り戻すために、学校という制度の撤廃を提言。パウロ・フレイレの革命的教育学と並んで、地下運動から国際機関まで世界中を席捲した。イリイチの論は「脱学校論」として広く知られるようになり、当時以降のフリースクール運動の中で、指導的な理論のひとつになった。
バナキュラー
バナキュラーは、そもそも、「家庭で最初に身につける言葉」などを意味する語であるが、イリイチは、この言葉が有給の家庭教師を雇わずとも身につけられることに焦点を当て、バナキュラーを「一般の市場で売買されないもの」と拡大規定した。しかし、近代産業社会のサービスによって、このバナキュラーは交換可能なものとなり、結果として、人びとの生活からバナキュラリズムが失われていくさまをイリイチは指摘している。
サブシステンス
サブシステンス (subsistence) とは、「シャドウ・ワーク」での訳者の玉野井芳郎の解説によると、「これはすでにイリイチ理論の先達ポランニーが重要視していた用語であり、市場経済、産業経済に対置されるキーワードであるが、これの含意する内容もかなり多義的である。地域の民衆が生活の自立・自存を確立するうえの物質的精神的基盤というほどの意味であると解される。それゆえこの言葉には『人間生活の自立・自存』といった訳語をひとまずあてておいた」とされている。またこの本のイリイチ自身の注では以下のように記載されている。「私はこの用語を使うべきだろうか。この言葉は数年前までは、英語では『サブシステンスの農業』という使い方によって独占されていた。これは辛うじて生存している数十億人の人々のことを意味した。開発当局はこの運命から彼らを救うべきものとしている。あるいはこの言葉は、一人の浮浪者がドヤ街でやっと生きてゆく最低限を意味した。また、最後には、賃金とも同一視された。これらの混乱をさけるために、『公的選択の三つの次元』のなかで、私は『ヴァナキュラー』という用語の使用を提唱した。これは商品というものの反対概念として…。（中略）私はヴァナキュラーな活動とヴァナキュラーな領域について話したい。にもかかわらず、ここでは私はこの表現をさけようとしている。なぜならこのエッセイだけで「ヴァナキュラーな価値」を読者に熟知させることを期待することはできないからだ。（しかし、この本の第二章を参照せよ。）使用価値を中心とする活動、非金銭的な取引、埋めこまれた経済活動、実体＝実在的な経済学、これらはすべて、これまで試みられてきた用語である。私はこの論文では『サブシステンス』に固執する。たとえ経済活動が支払われようと支払われまいと、私は、形式的な通常の経済の意のままになっている活動にサブシステンス指向の活動を対置させようと思う。そして、経済活動の範囲内で、賃金と＜シャドウ・ワーク＞が照応するフォーマルな部分とインフォーマルな部分の区別をしようと思う」(pp.245-246)。
シャドウ・ワーク
イリイチは、バナキュラーの実態と変容を探るべく、家庭の主婦の家事労働などに目を向け、産業サービス社会において報酬を受けない再生産労働を「シャドウ・ワーク」（影法師の仕事―鶴見和子の訳）と命名した。イリイチの理論枠組みからすれば、学校のなかの生徒、病院における患者、交通機関における通勤・通学者もまた、シャドウ・ワークの担い手なのであるが、この概念化は、とりわけ女性の家庭内労働の新たな捉え方として注目されることになった。
ジェンダー
シャドウ・ワークの分析の後、イリイチは、産業化とバナキュラーの対立軸において、ユニセックス化とジェンダーの対立を設定。すなわち、産業社会においては、ジェンダーがセックスから離床し、バナキュラーな男女のジェンダーが失われることで、中性的な「経済セックス」化がなされていると批判した。バナキュラーなジェンダーが中性化され、近代産業社会における経済分業を担う「経済セックス」者となることで、賃労働を担う男性とシャドウ・ワークを担う女性とに振り分けられているというのである。
イリイチの共感者たちによれば、イリイチの議論の意義は、産業経済社会における労働・分業や生産・消費のありようが、あたかも本来的なものであるかのように制度化、客観化されてしまっている状況を明らかにし、既存の近代社会科学の枠組みから離れた新たな問題設定を行おうとする点にあるが、当時のフェミニストは、それを実態論的に捉え、男女差別の固定化を唱えるものだとして批判した。
医原病
また、イリイチは、医療制度は「専門家依存」をもたらすものであり、すなわち人間個々人の能力を奪い、不能化するものであると批判し、これを広義の医原病（社会的医原病、文化的医原病）であるとしている。

## 著作
単著
- Celebration of Awareness (1971) ISBN 0-7145-0837-3

『オルターナティヴズ―制度変革の提唱』（新評論、1985年）
- Deschooling Society (1971) ISBN 0060121394

『脱学校の社会』（東京創元社「現代社会科学叢書」、1977年）
- Tools for Conviviality (1973) ISBN 0-06-080308-8 ISBN 0-06-012138-6

『自由の奪回―現代社会における「のびやかさ」を求めて』（佑学社、1979年）
『コンヴィヴィアリティのための道具』（日本エディタースクール出版部、1989年）
- 改訳：渡辺京二・渡辺梨佐訳、ちくま学芸文庫、2015年）

- 『政治的転換』（日本エディタースクール出版部、1989年）
- Energy and Equity (1974) ISBN 0060803274

『エネルギーと公正』（晶文社、1979年）
- Medical Nemesis (1975) ISBN 0-394-71245-5 ISBN 0-7145-1095-5 ISBN 0-7145-1096-3

『脱病院化社会―医療の限界』（晶文社、1979年、新装版1998年）
- The Right to Useful Unemployment (1978) ISBN 0-7145-2628-2
- Toward a History of Needs (1978) ISBN 0-394-41040-8 ISBN 0-394-73501-3
- Shadow Work (1981) ISBN 0-7145-2711-4 ISBN 0-7145-2710-6

『シャドウ・ワーク―生活のあり方を問う』玉野井芳郎・栗原彬訳（岩波書店 岩波現代選書、1982年）
- 新版 1998年
- 新装版・岩波モダンクラシックス、2005年
- 岩波同時代ライブラリー、1990年
- 岩波現代文庫、2005年
- 岩波文庫、2023年

- Gender (1982) ISBN 0-394-52732-1

『ジェンダー―女と男の世界』（岩波書店 岩波現代選書、1984年）
- 新版 1998年
- 新装版・岩波モダンクラシックス、2005年

- 『人類の希望―イリイチ日本で語る』（新評論、1984年）
- H2O and the Waters of Forgetfulness (1985) ISBN 0-911005-06-4

『H2Oと水――「素材」を歴史的に読む』（新評論、1986年）
- In the Mirror of the Past (1992) ISBN 0-7145-2937-0
- In the Vineyard of the Text: A Commentary to Hugh's Didascalicon (1993) ISBN 0-226-37235-9

『テクストのぶどう畑で』（岡部佳世訳、法政大学出版局、1995年）
- Ivan Illich in Conversation interviews with David Cayley (1992) - 1970年代からインタビューを拒否してきたイリイチが珍しく応じた長時間インタビュー

『生きる意味―「システム」「責任」「生命」への批判』（デイヴィッド・ケイリー編、高島和哉訳、藤原書店、2005年）
- 『生きる思想―反＝教育/技術/生命』（桜井直文監訳、藤原書店、1991年、新版1999年）
- Corruption of Christianity D. Cayley (ed.) (2000) ISBN 0-660-18099-5
- The Rivers North of the Future: The Testament of Ivan Illich as told to David Cayley (2005) ISBN 0-88784-714-5

『生きる希望―イバン・イリイチの遺言』（デイヴィッド・ケイリー編、臼井隆一郎訳、藤原書店、2006年）
共著
- After deschooling, what? (1976)

『脱学校化の可能性――学校をなくせばどうなるか』（東京創元社、1979年）
- 『対話・教育を超えて―I・イリイチ vs P・フレイレ』パウロ・フレイレと共著（野草社、1980年）
- Disabling professions (1978)

『専門家時代の幻想』（新評論、1984年）
- ABC: The Alphabetization of the Popular Mind (1988) ISBN 0-86547-291-2

『ABC―民衆の知性のアルファベット化』B・サンダース共著（岩波書店、1991年）